# Мацумура, Сокон
Со́кон Мацуму́ра (松村 宗棍), также имевший имена Бусэйтацу, Уню, Буси, Бутё — один из патриархов окинавского боевого искусства, создатель Сёрин-рю, оказавший влияние на большинство современных школ каратэ. Предположительные годы жизни (1809—1901). Также называются даты (1792/1798/1800/1809 — 1892/1896/1900/1901).

## Биография
Сокон Мацумура родился в семье сидзоку в деревне Ямагава, недалеко от замка Сюри. Будучи человеком благородного происхождения, он получил хорошее образование, был умён, проницателен, был известен как хороший каллиграф.
После окончания начальной школы, в 1829-м году Мацумура поступил в школу для подготовки чиновников в Сюри, сдал экзамен на высший гражданский ранг и поступил на государственную службу.
С осени 1829 года Мацумура служил телохранителем у бывшего короля Сё Ко. Вероятно, Сё Ко недолюбливал Мацумуру за его прямолинейный нрав, почему и отослал его в Сюри ко двору короля Сё Ику, телохранителем которого и стал Мацумура. После смерти Сё Ику Мацумура стал телохранителем Сё Тая — последнего вана Рюкю. Таким образом, Мацумура был телохранителем трёх окинавских королей, из чего можно сделать вывод о большом доверии к нему и о его незаурядных боевых способностях.
В 1848 году Мацумуре было пожаловано звание Верховного наставника воинских искусств Окинавы.
Жена Мацумуры Тиру Ёнаминэ происходила из семейства мастеров боевых искусств и сама ими неплохо владела.

### Годы жизни
Точные даты рождения и смерти Мацумуры неизвестны, однако приблизительно их можно вычислить. Так, Сёсин Нагаминэ утверждает, что Мацумура отмечал своё 88-летие в 1897-м году, значит он родился в 1809-м. Мастер Сёрин-рю Кацуя Мияхира утверждал, что Мацумура умер в возрасте 92 лет, поэтому год его смерти — 1901-й или 1902-й. Годы 1809—1901 наиболее часто встречаются в литературе.

## Обучение боевому искусству

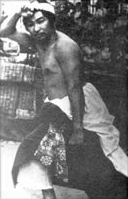
Кадр из фильма о Мацумуре 1920-х годов

### Тэ
Дом Мацумуры был разрушен во время бомбардировки Окинавы американской авиацией 10 октября 1944 года. Большинство материальных свидетельств и документов погибло в пожаре, поэтому данные о ранних годах Мацумуры основаны на неподтверждённых документально рассказах и воспоминаниях.
Первоначально Мацумура занимался тэ или тодэ — традиционным окинавским боевым искусством китайского происхождения и уже в 17-18 лет был известным бойцом, сильнейшим на Окинаве. Учитель тэ Мацумуры точно неизвестен, считается, что им был Тодэ Сакугава (под которым чаще всего понимают Тэруя тикудон-но пэйтин Канга, получившего в награду за заслуги остров Сакугава и, соответственно, имя Сакугава Канга), который, восхищённый упорством и успехами ученика прозвал его Буси — «воин», однако, никаких источников, подтверждающих личное знакомство Мацумуры и Сакугавы Канга не сохранилось.
По некоторым данным Мацумура стал учеником Сакугавы, когда тому было уже 78 лет.
Другим вероятным учителем Мацумуры мог быть Макабэ Тёкэн по прозвищу Сямо — «Боевой петух», достигший большого мастерства в ушу, которое изучал в Пекине.

### Поездка в Китай
В 1830-м году в составе правительственной делегации Мацумура направляется в Китай, где задерживается, чтобы ухаживать за больным коллегой. В Китае Мацумура изучал ушу и вернувшись на Окинаву открыл в Сюри школу «Сёрин-рю гококу-ан то тэ» («Каратэ школы Шаолинь, предназначенное для защиты Отечества»).
Учителем Мацумуры по ушу был Хи Хуа.

### Поездки в Японию
Находясь на государственной службе Мацумура неоднократно посещал Японию, где изучал местные виды бу-дзюцу, полагая, что в нём содержится неисчерпаемый источник знаний.

### Дзигэн-рю
Школа японского фехтования Дзигэн-рю была секретной школой княжества Сацума, к изучению которой допускались только вассалы дома Симадзу. Её характерной особенностью была необычайная агрессивность: в этой школе даже не существует оборонительных позиций. При этом Дзигэн-рю требует, чтобы фехтовальщик был способен первым же ударом рассечь противника пополам и моментально окончить бой. Для выработки такого удара используется упражнение татикиути — «удары по стоящему дереву». При этом фехтовальщик наносит дубовой палкой диаметром 3 см и длиной 120 см удары по стоящему дереву. Нормой считается ежедневное повторение 11000 таких ударов — 3000 утром и 8000 вечером. При этом на постановку базовых движений, по традиции школы Дзигэн-рю, уходит три года.
Мацумуру заинтересовало это боевое искусство и он упрашивал мастеров Дзигэн-рю обучить его фехтованию. В результате Мацумуре пришлось подписать клятвенное письмо, в котором он обязался изучать Дзигэн-рю в одиночку и никому не передавать это секретное искусство.
Мацумура изучал Дзигэн-рю в княжестве Сацума в течение двух лет и двух месяцев (с 1832 по 1834 годы), обучился высшей, четвёртой, ступени школы Дзигэн-рю — «Унки» («Сияние среди туч») и получил мастерскую лицензию. После этого Мацумура ещё раз ездил в княжество Сацума, однако о второй поездке ничего неизвестно.

## Стиль Мацумуры
Сам Мацумура всегда утверждал, что преподаёт китайское боевое искусство, которое практиковал в жёсткой старошаолиньской манере.
Мацумура прививал ученикам стиль боя на средней и дальней дистанции с преобладанием молниеносных прямых ударов руками и ногами, стопорящими блоками, низкими и растянутыми стойками, ставкой на один сокрушительный удар.
В традиции Мацумуры особое внимание уделялось прямым ударам кулаком — цуки (искусство цуки развил ученик Мацумуры Анко Итосу).
В защите используются либо жесткие травмирующие отбивы, либо стопорящие, давящие и выводящие из равновесия блоки. Защиты предплечьем снаружи и изнутри выполняются с нажимом вперёд, что приводит к воздействию на позвоночник и выводу противника из равновесия. Возможно, на выборе такой тактики и техники Мацумуры сказались его физические данные: он имел довольно высокий по окинавским меркам рост в 170 см и вес 70 кг.
К основными требованиями Мацумуры относились скорость, резкость, чёткость, взрывная сила и совершенное владение базовой техникой. Одно из изречений Мацумуры гласит: «Если тебя бьют рукой — перебей эту руку, если ногой — сломай её».

### Ката
Мацумура является создателем двух ката: Мацумура-но Пассай и Мацумура-но Тинто. Также он преподавал ката Татан-Яра-но Кусанку, Сакугава-но Кусанку и Оядомари Пассай.

## Ученики Мацумуры

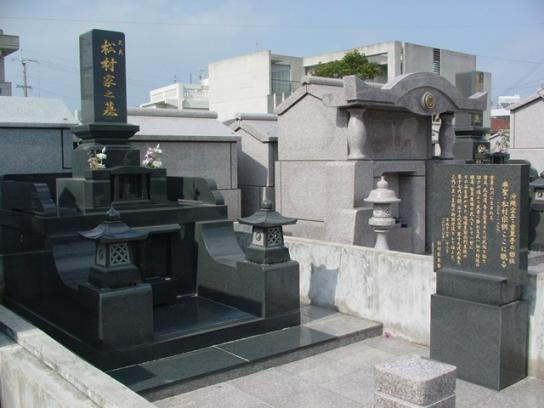
Могила Мацумуры

Всего у Мацумуры обучалось около десятка человек:
- Итара-сики Тётю (1818—1863) — главный смотритель за торговыми операциями королевства Рюкю;
- Куваэ Тёцу (1814—1880)
- Адзато тикудон-но пэйтин Анко (1828—1906) — советник короля Сё Тай;
- Итосу Ясуцунэ Анко (1832—1916)
- Кэнцу Ябу (1866—1937)
- Тёмо Ханасиро (1869—1945)
- Гитин Фунакоси (1868—1957) — создатель каратэ-до стиля Сётокан
- Тётоку Кьян (1870—1945)
- Киюна Пэтин
- Сакихара Пэтин
- Рёсэй Куваэ (1853-?)

## Развитие Ортодоксального стиля Сёрин-рю Мацумуры

Схема развития ортодоксального каратэ Сёрин-рю Мацумуры

Хохан (Хокан) Сокэн — мастер, считающий себя наследником Сокона Мацумуры в третьем поколении, ученик и племянник Набэ Мацумуры, внука Сокона. Набэ Мацумура обучил Сокэна следующим ката:
- Найханти Сёдан, Нидан, Сандан;
- Пинан Сёдан, Нидан;
- Пассай Сё, Дай;
- Тинто;
- Кусанку;
- Годзюсихо;
- Сэсан;
- Рохай Дзё, Тю, Гэ;
- Хакуцуру.

С 1920 по 1952 года Сокэн жил в Аргентине, а после возвращения открыл школу, назвав свой стиль Ортодоксальным Сёрин-рю Мацумуры (Мацумура сэйто Сёрин-рю).